# Promontorium Agassiz

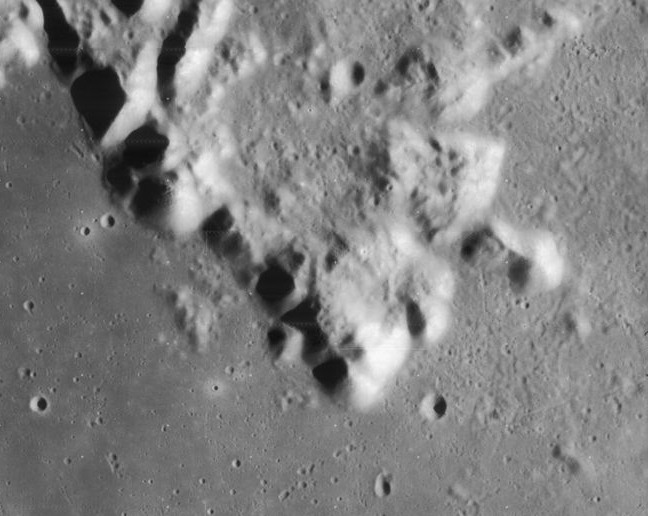
Promontorium Agassiz

Promontorium Agassiz – przylądek na powierzchni Księżyca  o średnicy około 20 km. Promontorium Agassiz znajduje się na współrzędnych selenograficznych ☾ 42,0°N 1,8°E/42,000000 1,800000 na krańcu Montes Alpes na obszarze Mare Imbrium.
Nazwa grzbietu została nadana w 1935 roku przez Międzynarodową Unię Astronomiczną i pochodzi od Louisa Agassiza (1807-1873), szwajcarskiego zoologa, paleontologa i geologa.